# Provinciale weg 526
De provinciale weg 526, ook wel N526, is een provinciale weg in Noord-Holland die loopt van de aansluiting met de N527 bij de A1 via Crailo naar Blaricum.
De N525 begint bij het kruispunt op de N527 in Crailo nabij de aansluiting met de A1. De weg buigt direct af en komt dan binnen de bebouwde kom van Blaricum. Na bijna een kilometer wordt de kom van Blaricum weer verlaten om tussen de Blaricummerheide en Noorderheide richting het dorp van Blaricum te lopen. Na elke honderden meters eindigt de N525 weer bij de komgrens van Blaricum. Het eerste gedeelte van de weg is, ondanks dat het onderdeel uitmaakt van de bebouwde kom van Blaricum, wel in beheer van de provincie en dus onderdeel van de N526.
De weg is binnen de bebouwde kom van Blaricum uitgevoerd als tweestrooks-gebiedsontsluitingsweg met een maximumsnelheid van 50 km/h. De weg heeft hier de naam Prins Hendriklaan. Het laatste gedeelte is uitgevoerd als erftoegangsweg met een maximumsnelheid van 60 km/h en heet Boissevainweg.